# 熊本総合医療リハビリテーション学院
熊本総合医療リハビリテーション学院（くまもとそうごういりょうリハビリテーションがくいん）は、熊本県熊本市東区小山にある医療法人弘仁会が運営する専門学校。略称は「熊リハ」。熊本で最も長い歴史を持つリハビリテーション関連の専門学校である。熊本リハビリテーション学院と熊本総合医療福祉学院を統合し、2010年に開校した。

## 沿革

### 熊本リハビリテーション学院
- 1980年10月 - 熊本市小山町400番地の1において起工式。
- 1981年
  - 3月 -  設立認可[2]。
  - 4月 - 開校[2]。
- 2006年
  - 3月 - 4年制教育課程へ変更認可[2]。
  - 4月 - 熊本市小山2丁目25番35号に移転[2]。

### 熊本総合医療福祉学院
- 1989年 - 開校。臨床工学学科、義肢装具学科の2学科を設置[2]。九州で唯一の義肢装具士養成所であった。
- 1992年 - 救急救命学科設置[2]。

### 現在
- 2010年4月 - 熊本総合医療福祉学院と熊本リハビリテーション学院を統合し、校名を「熊本総合医療リハビリテーション学院」に名称変更[2]。

## 学科
- 理学療法学科
- 作業療法学科
- 臨床工学学科
- 義肢装具学科
- 救急救命学科

## 取得できる資格
- 理学療法士国家試験受験資格
- 作業療法士国家試験受験資格
- 臨床工学技士国家試験受験資格
- 義肢装具士国家試験受験資格
- 救急救命士国家試験受験資格
- ME技術実力検定試験（第1種・第2種）
- 呼吸療法認定士
- 体外循環技術認定士
- 透析技術認定士
- 臨床ME専門認定士
- 臨床高気圧治療技師